# Merkel Motor Company
Die Merkel Motor Company war ein US-amerikanischer Hersteller von Einbaumotoren für Motorräder, kompletten Motorrädern und Automobilen. Markennamen waren Merkel-Light und Flying Merkel für die Zweiräder und Merkel für die Automobile.
Joseph F. Merkel (1872–1958) übernahm Anfang 1901 die Layton Park Manufacturing Company in Milwaukee (Wisconsin) und führte das Unternehmen mit seiner Merkel Manufacturing Company zusammen. Im September 1904 wurde es als Merkel Motor Company neu organisiert.
Das innovative Unternehmen war sportlich erfolgreich. Hauptkonkurrenten zu dieser Zeit waren neben Harley-Davidson auch Indian, Excelsior, Marsh-Metz oder Orient.

## Automobile
1905 begann die Produktion von Automobilen für das Modelljahr 1906. Drei Modelle in der mittleren und gehobenen Preisklasse erschienen etwa zur gleichen Zeit. Alle hatten Vierzylindermotoren, Kardanantrieb und waren Rechtslenker; der Kunde hatte jeweils die Wahl zwischen Wasser- und Luftkühlung.
1906 kostete der weit verbreitete, leichte Oldsmobile Curved Dash Model B mit etwa 7 PS starkem Einzylindermotor US$ 650. Der Ende 1907 eingeführte Ford Modell T Touring trug einen Listenpreis von US$ 825. Er leistete aus 2,9 Liter Hubraum etwa 20 PS. Am anderen Ende der Skala waren Luxuswagen mit Preisen über US$ 4000 angesiedelt, etwa der Locomobile 35 PS Modell H (US$ 4500 als 7-sitziger Touring), der Lozier 40 PS Modell F oder 60 PS Modell E (US$ 5000 resp. 7000 als 7-sitziger Touring), der mächtige Pierce Great Arrow 40/45 PS (US$ 5000 als 7-sitziger Touring) oder der bekannte Packard Modell Thirty mit 7,1-Liter-Vierzylindermotor (US$ 4200 als 7-sitziger Touring).
Mit einem Preis von US$ 3500 war das Merkel-Topmodell Form N 35/40 HP somit zumindest auf dem Papier ein faires Angebot. Viele Motorwagen dürften dennoch nicht entstanden sein. Das Produktionsende ist nicht gesichert, lag aber wohl in der ersten Hälfte des Jahres 1907.
| Bezeichnung         | Leistung       | Hubraum                 | Radstand          | Karosserie             | Räder     | Gewicht             | Preis    |
| ------------------- | -------------- | ----------------------- | ----------------- | ---------------------- | --------- | ------------------- | -------- |
| Small Four 14/16 HP | 14 HP A.L.A.M. | 134,7 cu in (2.207 cm³) | 86 in (2.184 mm)  | Runabout, 2 Sitze      | 32 × 3,0″ | 1.450 lb (658 kg)   | 1500 US$ |
| Form P 20/24 HP     | 20 HP A.L.A.M. | 226,2 cu in (3.707 cm³) | 98 in (2.489 mm)  | Light Touring, 4 Sitze | 32 × 4,0″ | 1.900 lb (862 kg)   | 2250 US$ |
| Form N 35/40 HP     | 35 HP A.L.A.M. | 336 cu in (5.506 cm³)   | 110 in (2.794 mm) | Touring, 5 Sitze       | 32 × 4,5″ | 2.800 lb (1.270 kg) | 3500 US$ |

## Flying Merkel
Nach der Übernahme durch die Light Manufacturing and Foundry Company 1909 erfolgte ein Umzug zum Sitz des neuen Eigentümers in Pottstown (Pennsylvania). Hier wurden nur noch Motoren und Zweiräder hergestellt, letztere zunächst als Merkel-Light und ab 1910 als Flying Merkel. Merkel-Testfahrer Maldwyn Jones besiegte 1909 Erwin „Cannonball“ Baker in einem 10-Meilen-Rennen in Ohio und begann im folgenden Jahr eine erfolgreiche Profi-Karriere.
1911 wurde das Unternehmen seinerseits von der Miami Cycle and Manufacturing Company in Middletown (Ohio) übernommen. Obwohl auch das Rennteam aufgelöst wurde, erhielten manche Fahrer weiterhin Rennmaschinen vom Werk.

## Merkel Cyclecar
Joseph Merkel versuchte sich 1914 noch einmal als selbständiger Automobilkonstrukteur. Sein neues Fahrzeug war ein Kleinwagen, der als Cyclecar bezeichnet wurde, obwohl er die Kriterien nicht erfüllte. Während die Tandem-Sitzanordnung mit Fahrer und Beifahrer hinter- statt nebeneinander zumindest nicht ungewöhnlich war, wurden Vierzylindermotoren wie im Merkel nur selten verwendet. Der Radstand war mit 2438 mm fast so groß wie jener seines früheren PKW Norm P. Diese Vorgaben und die solide Bauweise führten zu einem für einen Cyclecar hohen Gewicht von etwa 480 kg und zu einem kalkulierten Verkaufspreis von US$ 520 – fast doppelt so viel wie manche Highwheeler kosteten und gut US$ 100 mehr als ein Kunde gewohnt war, für ein Fahrzeug dieser Klasse anzulegen. Merkel gelang es nicht, Interessenten für die Produktion zu finden und so blieb es bei zwei in seinem Keller zusammengebauten Prototypen.
| Bezeichnung | Leistung | Hubraum              | Radstand         | Karosserie             | Räder     | Gewicht           | Preis   |
| ----------- | -------- | -------------------- | ---------------- | ---------------------- | --------- | ----------------- | ------- |
| 9/12 HP     | 12 HP    | 95 cu in (1.557 cm³) | 96 in (2.438 mm) | Tandem Roadster, 2 Pl. | 28 × 3,0″ | 1.060 lb (481 kg) | 520 US$ |

## Merkel Motor Wheel
1916–1918 stellte Merkel in seiner Merkel Motor Wheel Company. Inc. eine gleichnamige Motorradkomponente her, die aus Motor, Hinterrad, Tank, Bremse und Kotflügel bestand. Dieses Unternehmen wurde 1919 von (Indian) übernommen.
Danach ging Joe Merkel zurück zu Miami Cycle and Manufacturing, wo er als Chefingenieur tätig war und nur noch Zweiräder entwickelte. Jährlich wurden etwa 10.000 Motorräder verkauft und bis zum Kriegseintritt der USA entstanden rund 100.000 Fahrräder. Danach stellte das Unternehmen auf Kriegsproduktion um und kehrte nie wieder zurück zum Zweiradbau. Merkel war für kurze Zeit für die Autoped Company of America tätig, die einen originellen Motorroller herstellte, der zeitweilig auch bei Krupp in Deutschland in Lizenz hergestellt wurde.